# Aglaiocercus
Aglaiocercus – rodzaj ptaków z podrodziny paziaków (Lesbiinae) w rodzinie kolibrowatych (Trochilidae).

## Zasięg występowania
Rodzaj obejmuje gatunki występujące w Ameryce Południowej.

## Morfologia
Długość ciała samców 16–22 cm (włącznie z ogonem o dł. 10–15 cm), samic 9,5–11,7 cm; masa ciała samców 5–6 g, samic 4,5–5,2 g.

## Systematyka

### Etymologia
- Cyanolesbia: łac. cyaneus „ciemnoniebieski”, od gr. κυανος kuanos „ciemnoniebieski”; rodzaj Lesbia Cabanis & Heine, 1860 (paziak)[5]. Trochilus forficatus Linnaeus, 1758 (= Trochilus kingii Lesson, 1832).
- Aglaiocercus: gr. αγλαια aglaia „splendor, piękno”, od αγλαος aglaos „wspaniały”; κερκος kerkos „ogon”[6].

### Podział systematyczny
Do rodzaju należą następujące gatunki:
- Aglaiocercus kingii (Lesson, 1832) – komecik długosterny
- Aglaiocercus coelestis (Gould, 1861) – komecik fioletowosterny
- Aglaiocercus berlepschi (E. Hartert, 1898) – komecik wenezuelski